# Blagdani i spomendani Hrvata Bosne i Hercegovine
Blagdani Hrvata Bosne i Hercegovine propisani su zakonima o blagdanima i neradnim danima u županijama Federacije Bosne i Hercegovine, dok spomendani nisu službeno propisani nego se u narodu slave ovisno o njihovoj važnosti.

## Praznici države BiH
U danima praznika u Bosni i Hercegovini ne radi se. Praznici, koji se slave na državnoj razini u Bosni i Hercegovini su:
- Nova godina – 1. i 2. siječnja
- Dan neovisnosti Bosne i Hercegovine – 1. ožujka1
- Međunarodni praznik rada – 1. i 2. svibnja
- Dan državnosti Bosne i Hercegovine – 25. studenog2

1 Ovaj praznik se slavi u Federaciji Bosne i Hercegovine, a u Republici Srpskoj se ne slavi.

2 Ovaj praznik se slavi u svim županijama Federacije BiH osim Zapadnohercegovačke, a u Republici Srpskoj se ne slavi.
Prema Zakonu o praznicima Republike Srpske, 21. studenog se slavi kao Dan uspostavljanja Općeg okvirnog sporazuma za mir u BiH.

## Katolički blagdani
- Sveta tri kralja – 6. siječnja
- Uskrs i Uskrsni ponedjeljak – pomični blagdan
- Tijelovo – pomični blagdan
- Velika Gospa – 15. kolovoza
- Svi sveti i Dušni dan – 1. i 2. studenog
- Božićni blagdani: Božić i prvi dan po Božiću, Sv. Stjepan – 25. i 26. prosinca

## Spomendani

### Domovinski rat
Većina spomendana koji se slave u hrvatskom narodu u Bosni i Hercegovini proistekla je iz Domovinskog rata. Tim danima, koji su u rijetkim slučajevima neradni, Hrvati odaju počast svojim žrtvama rata, slave velike vojne pobjede i obilježavaju obljetnice utemeljenja svojih političkih, kulturnih, ekonomskih i vojnih institucija. U donjem popisu su navedeni spomendani koje danas Hrvati u BiH slave:
| Nadnevak | Događaj |
| 30. svibnja 1990. | Konstituirajuća sjednica prvog višestranačkog Sabora u Republici Hrvatskoj. U Zapadnohercegovačkoj županiji se slavi kao Dan svehrvatske državnosti i neradni je dan. |
| 15. travnja 1991. | Ustrojena je Antiteroristička jedinica Širokobriješka Kažnjenička bojna Hrvatskog vijeća obrane. |
| 7. i 9. svibnja 1991. | U selu Polog, na granici mostarske i širokobriješke općine, blokadom ceste vozilima i okupljanjem pučanstva, onemogućeno je kretanje kolone tenkova JNA, koja se pod krinkom vojne vježbe uputila prema Kupreškom polju. Mnoštvo je propustilo tenkove tek nakon apela predsjednika Tuđmana. |
| 18. rujna 1991. | Počela obrana od agresije u Bosni i Hercegovini. |
| 18. studenog 1991. | Utemeljena je Hrvatska zajednica Herceg-Bosna. Ovo je najvažniji nadnevak u novijoj povijesti hrvatskog naroda u Bosni i Hercegovini. Ovaj se dan još slavi kao Dan Zapadnohercegovačke županije, Dan općine Grude i neradni je dan na prostoru te županije. Također, Sveučilište u Mostaru ne radi na ovaj dan jer ga je utemeljila Herceg-Bosna. To je i dan sjećanja na žrtve Vukovara i Škabrnje. |
| 27. veljače 1992. | Osnovana je Operativna zona Hrvatskog vijeća obrane Središnja Bosna, poslije Zborno područje Vitez. Po mnogim ocjenama, bila je to ključna odluka za ostanak i opstanak Hrvata na području Središnje Bosne. U borbama sa srpskim snagama i Armijom BiH u postrojbama Operativne zone Središnja Bosna/Zbornog područja Vitez borilo se oko 30.000 pripadnika HVO-a, 2.459 ih je poginulo i 5.799 ih je ranjeno. |
| 15. ožujka 1992. | Ustrojena je postrojba Hrvatskog vijeća obrane Živinički sokolovi. |
| 8. travnja 1992. | Utemeljeno je Hrvatsko vijeće obrane, službena oružana snaga Hrvatske Republike Herceg-Bosne i glavna oružana snaga hrvatskog naroda u Bosni i Hercegovini za vrijeme rata u Bosni i Hercegovini. |
| 10. travnja 1992. | Prisjećanje na 160 poginulih i nestalih Hrvata na Kupreškoj visoravni u borbi protiv srpskog agresora. |
| 13. travnja 1992. – 23. travnja 1992. | Prisjećanja na hrvatske branitelje i civile poginule i nestale u obrani Livna od srpskog agresora. |
| 16. travnja 1992. | U tenkovskom i pješačkom napadu snaga JNA, VRS-a i paravojnih formacija na Kolibe Gornje i Donje u općini Bosanski Brod, ubijeno je 17 hrvatskih civila u Kolibama Gornjim i 6 u Kolibama Donjim. |
| 23. travnja 1992. | Obljetnica oslobođenja čapljinske vojarne, koja je prva vojarna u BiH oslobođena od srpskog agresora. |
| 26. travnja 1992. | Nakon napuštanja i predavanja vojarne u Dragi, s kompletnom vojnom opremom, zrakoplovi JNA su raketirali Busovaču te tako prouzročili materijalnu štetu i ubili 3 civila. |
| 29. travnja 1992. | Hrvatskom vijeću obrane povjerena je obrana Mostara. |
| 3. ožujka 1992. – 9. lipnja 1992. 3. ožujka 26. ožujka 9. travnja 17. travnja 18. travnja 11. svibnja 15. svibnja 9. lipnja                                       | Osnovane brigade Hrvatskog vijeća obrane u Bosanskoj Posavini: 101. pješačka brigada HVO Bosanski Brod 103. pješačka brigada HVO Derventa 102. pješačka brigada HVO Odžak 105. pješačka brigada HVO Modriča 104. pješačka brigada HVO Bosanski Šamac 108. pješačka brigada HVO Ravne-Brčko 106. pješačka brigada HVO Orašje 107. pješačka brigada HVO Gradačac |
| 2. svibnja 1992. | Pri zauzimanju skladišta naoružanja JNA u Slimenima, u općini Travnik, ubijena su dva, a ranjeno je devet pripadnika HVO-a i HOS-a Vitez. To su bile prve hrvatske žrtve u središnjoj Bosni. |
| 8. svibnja 1992. | Ustrojena je Ramska brigada Hrvatskog vijeća obrane Rama. |
| 10. svibnja 1992. | Ustrojena je 115. brigada Hrvatskog vijeća obrane "Zrinski" Tuzla. |
| 15. svibnja 1992. | Prvi veliki zločin koji su počinile srpska agresorske snage u srednjoj Bosni dogodio se u župi Ovčarevo, na platou Vlašića, na nadmorskoj visini od 1.460 m, na mjestu zvanom Galica, u općini Travnik, 15. svibnja 1992. godine. Naime, tada su srpske paravojne snage zarobile i okrutno ubile četrnaestoricu pripadnika travničkog HVO-a. |
| 29. svibnja 1992. | Utemeljeno je Hrvatsko vijeće obrane Sarajevo. |
| 7. lipnja – 26. lipnja 1992. 4. lipnja 5. lipnja 7. lipnja 8. i 9. lipnja 10. lipnja 11. lipnja 12. lipnja 13. lipnja 15. lipnja 19. lipnja 22. lipnja 26. lipnja | Prisjećanje na pobjedničku operaciju HVO-a Lipanjske zore i oslobađanje doline Neretve: Višići Bobanovo Selo Ševaš Njive, Počitelj, Čeljevo Čapljina brdo Hum iznad Mostara Rodoč i Jasenica, brdo Orlovac, Ilići Cim, Kruševo Stolac Blagaj, Buna Bjelopoljska kotlina Mostar Merdžan glava |
| 13. lipnja 1992. | Ustrojena je Pukovnija "Ante Bruno Bušić", prva profesionalna postrojba u Hrvatskoj zajednici Herceg-Bosni, koja je proslije prerasla u 1. gardijsku brigadu HVO-a "Ante Bruno Bušić". |
| 24. i 25. srpnja 1992. | Pripadnici Vojske Republike Srpske počinili su pokolj nad 67 Hrvata iz prijedorskog sela Briševo. |
| 4. kolovoza 1992. | Ustrojena je brigada Dr. Ante Starčević Hrvatskog vijeća obrane Uskoplje. |
| 10. kolovoza 1992. | Utemeljeno je Hrvatsko vijeće obrane Teslić-Komušina |
| 17. kolovoza 1992. | Pripadnici 104. šamačke brigade HVO-a oslobodili su Lijeskovac i dio oko škole u Grebnicama. |
| 21. kolovoza 1992. | Srpski policajci na Korićanskim stijenama ubili su više od 200 Bošnjaka i Hrvata iz Prijedora. |
| 5. rujna 1992. | Ustrojena je Postrojba za posebne namjene Hrvatskog vijeća obrane "Tvrtko II." Travnik. |
| 20. rujna 1992. | Ustrojena je Viteška brigada Hrvatskog vijeća obrane Vitez. |
| 23. listopada 1992. | Postrojbe HVO-a oslobodile su Vidovice, a dva dana poslije i Kopanice, čime je zaokružen sadašnji teritorij općine Orašje. Općinsko vijeće Orašja proglasilo je ovaj dan, Danom općine Orašje. |
| 11. studenog 1992. | Utemeljen je Glavni stožer Hrvatskog vijeća obrane regije Bihać. |
| 18. studenog 1992. | Srpski agresor je protjerao oko 3.500 Hrvata iz travničkih župa Turbe i Podkraj. |
| 23. studenog 1992. | Počeo je Bošnjačko-hrvatski sukob. Armija BiH je napala HVO u Novom Travniku i okolnim selima. Ciljevi napada su bili: zapovjedinštvo HVO-a i ratna bolnica te benzinska crpka. Za tih borbi ranjeno je 16, a poginulo 8 vojnika HVO-a. Napadnuti su predsjednik i zapovjednik HVO-a Jajce, a tri dana prije, ubijen je zapovjednik, a teško ranjen načelnik HVO-a Travnik. Sukob se dogodio i u Uskoplju, gdje je Armija BiH za cilj imala zauzeti prometnicu Bugojno-Uskoplje. U Prozor-Rami, Armija BiH postavlja uličnu barikadu kod zgrade stare pošte, nastaje pucnjava koja se rasplamsava u otvoreni sukob, koji je potrajao više od pola dana. Navedeni lokalni sukobi završeni su potpunim porazom lokalnih bošnjačkih snaga, koje su ipak postigle svoj glavni cilj – prekinuti pomoć Jajcu koje je trpilo najžešće udare srpskih snaga. |
| 29. studenog 1992. | Srpske snage zauzele su Jajce, a prognano je oko 17.300 Bošnjaka i oko 15.300 Hrvata. |
| 19. prosinca 1992. | Ustrojena je 93. brigada Hrvatskog vijeća obrane "Nikola Šubić Zrinski" Busovača. |
| 21. prosinca 1992. | Ustrojena je brigada Hrvatskog vijeća obrane "Ban Josip Jelačić" Kiseljak. |
| 20. – 30. siječnja 1993. | Mnogobrojnija Armija Bosne i Hercegovine napada Hrvate u Busovači. Najžešći napad je bio na selo Kaćune. Uspjevši zauzeti spomenuto selo, Armija BiH je podijelila snage HVO-a u središnjoj Bosni na dvije enklave, jednu u dolini Lašve, drugu u dolini Lepenice. Najveće gubitke tijekom napada na Busovaču, Bošnjaci su imali preko planinskog masiva Hum-Kula, gdje su na dobro pripremljenim zaprekama HVO-a ginuli u valovima. Bošnjačka vojska počinila je pokolj u selu Dusina, gdje je ubijeno 8 vojnika HVO-a. Krajem siječnja, Bošnjaci suočeni s ogromnim gubicima prekidaju borbe s HVO-om, praktično priznajući privremeni poraz ideje o zauzimanju središnje Bosne i protjerivanju Hrvata. |
| 25. siječnja 1993. | Armija Bosne i Hercegovine napada Hrvate u Kiseljaku i zauzima sela oko Bilalovca u sjevernom dijelu općine, no ne uspijeva osvojiti svoj glavni cilj, raskrižje prema Fojnici nedaleko od Gomionice, jakog uporišta hrvatskih snaga. Postrojbe HVO-a, nepripremljene na napad dojučerašnjih saveznika, sređuju i osnažuju svoje redove te dva dana poslije izvode protunapad, ukopavajući se na novim položajima. |
| 15. travnja 1993. | Prisjećanje na dan kada se dogodila kulminacija napada postrojbi Armije BiH na zeničke Hrvate. Rezultat toga su bila ubojstva vojnika i civila, popaljene kuće, egzodus 15.000 i zatočenje oko 500 Hrvata. |
| 16. travnja 1993. | U Vitezu i u cijeloj Lašvanskoj dolini počeo je bošnjačko-hrvatski sukob i trajao je 316 dana. Cijelo to vrijeme Lašvanska dolina, s više od 60.000 domicilnih Hrvata i desetak i više tisuća prognanih iz drugih općina, bila je u potpunoj blokadi, opkoljena i stalno napadana od višestruko brojnije Armije BiH. Obranu Lašvanske doline Hrvati su skupo platili s gotovo 2.000 poginulih i ubijenih, dok su samo u obrani Viteza poginula 653 branitelja i civila, među kojima je bilo i više desetaka djece, žena, staraca i zarobljenika. |
| 16. travnja 1993. | Obljetnica stradanja 22 Hrvata koji su ubijeni od strane pripadnika Armije Bosne i Hercegovine, tijekom bošnjačko-hrvatskog sukoba, u selu Trusina, općina Konjic. |
| 18. travnja 1993. | Obljetnica stradanja 30 Hrvata koji su ubijeni od strane pripadnika Armije Bosne i Hercegovine, tijekom bošnjačko-hrvatskog sukoba, u selu Šušanj, općina Zenica. |
| 24. travnja 1993. | U travničkom zaseoku Miletići, bez povoda i razloga, lokalna postrojba Armije BiH je ubila 5 hrvatskih civila. Ostalih tridesetak hrvatskih civila odvedeni su i zatočeni u logor u selu Mehurići. Ovom zločinu prethodilo je ubojstvo u središtu grada, mladog pripadnika HVO-a (6. travnja) i supruge teško ranjenog vojnika, prilikom ubojstva zapovjednika travničkog HVO-a (20. travnja). Skinute su i popaljene hrvatske zastave u Travniku, 9. travnja 1993. godine, postavljene u povodu Uskrsa, a istoga dana, 40 uglednih Hrvata u Travniku uhićeno je i odvedeno u srednjovjekovnu tvrđavu u Travniku, logor Armije BiH. |
| 8. lipnja 1993. | Obljetnica stradanja i progona travničkih Hrvata. Nadmoćnije postrojbe Armije BiH napale su postrojbe HVO-a i u idućih nekoliko dana potisnuli su ih na plato Vlašića koji je bio pod nadzorom srpskih paravojnih postrojbi. Samo toga dana ubijeno je i poginulo 137 pripadnika HVO-a i hrvatskih civila. Do kraja rata ukupno je poginulo i ubijeno 427 branitelja i 124 hrvatska civila Travnika. Prognano je blizu 20.000 Hrvata, a njihovi domovi i gospodarski objekti su opljačkani i u najvećoj mjeri uništeni |
| 12. lipnja 1993. | Obljetnica povijesne bitke na koti Hrašče, u narodu poznatoj kao Pješčara, u kojoj su, tijekom bošnjačko-hrvatskog sukoba, pripadnici Hrvatskog vijeća obrane odbacili napade nadmoćnije Armije BiH i time obranili gotovo čitavu Lašvansku dolinu. Tijekom dana poginula su 22, a u obrani tog vrlo važnog strateškog položaja tijekom rata poginulo je ukupno 68 vojnika HVO-a, a više od stotinu ih je ranjeno. |
| 13. lipnja 1993. | Završio je napad pripadnika Armije Bosne i Hercegovine na Kakanj, tijekom bošnjačko-hrvatskog sukoba, koji je završio progonom oko 15.000 hrvatskih civilia i vojnika te devastiranjem njihove imovine. |
| 15. lipnja 1993. | Obljetnica stradanja Hrvata na izletištu Busovačke staje, gdje je Armija Bosne i Hercegovine, tijekom bošnjačko-hrvatskog sukoba, ubila 18 hrvatskih izbjeglica koje su krenule prema Hrvatskoj. |
| 18. lipnja 1993. | Tijekom bošnjačko-hrvatskog sukoba, Armija Bosne i Hercegovina pokrenula je najžešći napad na Kiseljak i Hrvate u toj općini. Potpuno je spaljeno selo Gojakovac, a ubijeno je najmanje devet Hrvata. |
| 18. lipnja 1993. | Tijekom bošnjačko-hrvatskog sukoba, Armija BiH upada u ramski zaselak Juriće i ubija 4 Hrvata. |
| 24. lipnja 1993. | Armija Bosne i Hercegovinu je napala grad Žepče i sela Papratnica, Bistrica, Ljeskovica i Novi Šeher. Pripadnici 111. xp brigade Hrvatskog vijeća obrane Žepče zaustavili su taj bošnjački napad. |
| 30. lipnja 1993. | Armija Bosne i Hercegovinu je zauzela vojarnu Sjeverni logor u Mostaru i kotlinu Bijelo Polje, sjeverno od Mostara. Tako je teritorijalno povezan istočni Mostar s Jablanicom i Konjicom, a tijekom napada bošnjačke vojske, poginulo je oko 20 pripadnika HVO-a, a 200 Hrvata odvedeno je u logore. |
| 9. srpnja 1993. | Tijekom bošnjačko-hrvatskog sukoba, Armija Bosne i Hercegovine je zauzela važnu kotu Zabrđe, pritom ubivši pet pripadnika Viteške brigade HVO-a. U potpunosti je opkoljena enklava u Lašvanskoj dolini s oko 70.000 Hrvata u njoj, a obrana Viteza je dovedena u jako tešku situaciju. |
| 16. srpnja 1993. | Pao je Malkoč, zadnja linija obrane i time je završen napad Armije Bosne i Hercegovine na Hrvate u Fojnici. U četranestodnevnom napadu, bošnjačka vojska je ubila 35 Hrvata (17 vojnika HVO-a i 18 civila), 220 ih je zatočeno, a oko 6.000 Hrvata krenulo je u zbjeg. |
| 17. i 18. srpnja 1993. | Tijekom borbi s Armijom BiH, u Starom Vitezu, poginulo je 17 pripadnika Hrvatskog vijeća obrane. |
| 28. srpnja 1993. | Obljetnica stradanja Hrvata u jablaničkom selu Doljani. Armija Bosne i Hercegovine tijekom sukoba sa HVO-om je upala u Doljane i pritom ubila 33 pripadnika Hrvatskog vijeća obrane i 6 hrvatskih civila. |
| 28. srpnja 1993. | Završen je napad Armije Bosne i Hercegovine na Hrvate u Bugojnu. U desetodnevnom napadu, bošnjačka vojska je ubila 140 Hrvata, a njihova je imovina popaljena ili opljačkana. U logorima je završilo oko 3.000 Hrvata, a 13.000 ih je protjerano, što sve zajedno graniči s genocidom. |
| 5. rujna 1993. | Tijekom bošnjačko-hrvatskog sukoba, u ranim jutarnjim satima, postrojba Armije BiH "El mudžahid" izvršila je snažan napad na crtu obrane HVO-a između naselja Zabilje i Brdo, u općini Vitez. Tijekom toga napada, zarobljeno je 14 vojnika i pripadnika radnoga voda, Hrvata i Srba, koji su poslije ubijeni. |
| 9. rujna 1993. | Obljetnica stradanja Hrvata u selu Grabovica, koje se nalazi na granici mostarske i jablaničke općine, gdje su pripadnici Armije Bosne i Hercegovine ubili 33 Hrvata od kojih je jedan čak razapet na križ. |
| 14. rujna 1993. | Obljetnica stradanja Hrvata u ramskom selu Uzdol, gdje su pripadnici Armije Bosne i Hercegovine tijekom sukoba s Hrvatskim vijećem obrane ubili 41 Hrvata, od čega je bilo 29 civila i 12 vojnika. |
| 18. rujna 1993. | Žestok napad na linije obrane HVO-a Vitez postrojbi Armije BiH u čijim su se redovima borili i mudžahedini, trajao je tri dana. Najkrvavije borbe vođene su na južnoj, istočnoj i sjevernoj strani općine. U tim krvavim borbama, uz 27 poginulih pripadnika HVO-a, više od stotinu je i ranjeno. |
| 20. rujna 1993. | U sklopu akcije Neretva '93., pripadnici Armije BiH na brdu Hum, iznad Mostara, i njegovim padinama, mučki su ubili trinaest, potom u Rodoču šest pripadnika 9. bojne HVO-a Mostar. Kukavički je ubijeno i četvero civila. |
| 21. listopada 1993. | Pao je Vareš. Armija Bosne i Hercegovine je zauzela je veći dio te općine, koja je do rata imala većinsko hrvatsko stanovništvo. Tijekom konačnog napada, ubijen je 121 hrvatski civil i vojnika, od toga broja 87 civila i 34 vojnik 96. domobranske pukovnije Hrvatskog vijeća obrane "Bobovac" Vareš. |
| 2. studenog 1993. | Zauzimanjem sela i važne kote Kopijari od strane Armije Bosne i Hercegovine, ubijena su 4 vojnika Hrvatskog vijeća obrane i počeo je egzodus 12.000 vareških Hrvata s njihovih stoljetnih ognjišta. |
| 5. studenog 1993. | 11 pripadnika 102. pješačke brigade HVO-a Odžak poginulo je nakon prelaska rijeke Save kod Svilaja s teritorija Republike Hrvatske u pokušaju oslobođenja odžačkog dijela Bosanske Posavine. |
| 5., 6. i 7. studenog 1993. | Nakon zauzimanja vareške općine i progona Hrvata, Armija BiH je do temelja spalila svih 315 obiteljskih domova, kao i oko tisuću gospodarskih objekata te ubila 18 hrvatskih vojnika i civila u župi Borovica. |
| 8. studenog 1993. | Nakon zauzimanja vareške općine, pripadnici 96. domobranske pukovnije Hrvatskog vijeća obrane "Bobovac" Vareš uspijevaju uspostaviti nove crte obrane u selima Višnjići i Daštansko. |
| 11. i 12. studenog 1993. | Hrvatsko vijeće obrane je ponovno vratilo pod svoj nadzor važnu kotu Bašino brdo. Navedenu kotu, koja je bila vrlo važna za nadzor fojničke i kiseljačke općine, zauzela je Armija BiH tri mjeseca ranije. Ponovno vraćanje Bašina brda pod svoj nadzor svojim životima platilo je 36 vojnika HVO-a, a više od stotinu ih je ranjeno. Sutradan na pragu fojničkog samostana, pripadnik Armije BiH je ubio gvardijana i vikara. |
| 13. prosinca 1993. | Ustrojena je 2. gardijska brigada Hrvatskog vijeća obrane. |
| 22. prosinca 1993. | Obljetnica stradanja Hrvata u viteškom Križančevu Selu, gdje su pripadnici Armije Bosne i Hercegovine tijekom sukoba s Hrvatskim vijećem obrane ubili 74 hrvatskih vojnika i civila. |
| 9. siječnja 1994. | Armija Bosne i Hercegovine je napala Vitez. Toga dana bošnjačka vojska je probila crte obrane Viteške brigade HVO-a i upala u Buhine kuće, zaseok sela Šantići, ubijeno je 27 hrvatskih vojnika i civila. Posebno žestok napad bio je s južne strane općine, ali neprijatelj je zaustavljen i odbijen od Viteza. Tog dana ubijen je 31, a ranjeno 50-ak hrvatskih branitelja, što ga čini jednim od najkrvavijih. |
| 10. siječnja 1994. | Pripadnici 115. brigade Hrvatskog vijeća obrane "Zrinski" Tuzla, na temelju lošeg iskustva pripadnika Sarajevskog HVO-a, odnosa Bošnjaka prema susjednim hrvatskim enklavama Vareš i Žepče, položili su oružje kako bi spriječili već isplanirani pokolj i progon Hrvata tuzlanskog kraja. |
| 18. siječnja 1994. | Ustrojena je 3. gardijska brigada "Jastrebovi" Hrvatskog vijeća obrane. |
| 24. siječnja 1994. | Ramska brigada Hrvatskog vijeća obrane je zauzela selo Here i kotu Zavišće nakon cjelodnevnih borbi s Armijom BiH u okviru operacije Tvigi '94. Navedeni položaji su imali veliku važnost, a ovim uspjehom uspostavljen je novi odnos na ramsko-uskopaljskoj bojišnici. |
| 29. i 30. siječnja 1994. | Nakon bitki za važne kote Meoršje i Bašino Brdo, pripadnici Hrvatskog vijeća obrane uspjeli su izboriti i treću pobjedu za ključnu kotu Zavrtaljka. U borbama s Armijom BiH poginulo je 11 hrvatskih branitelja, a tom pobjedom osiguran je opstanak Hrvata u Kiseljaku, Kreševu i dijelu fojničke općine. |
| 15. veljače 1994. | Nakon višednevnih krvavih borbi, postrojbe Viteške brigade HVO-a oslobodile su viteško naselje Buhine Kuće. Ovo su naselje postrojbe Armije RBiH i MUP-a RBiH osvojile 9. siječnja 1994. i tako presjekle magistralnu prometnicu, koja VVitez povezuje s Busovačom, a što je u nepovoljnu situaciju dovelo obranu Viteza i Lašvanske doline. |
| 13. ožujka 1994. | Obljetnica zatvaranja logora za Hrvate, u kojima su pripadnici Armije BiH, u Bugojnu zatočili 3.000 Hrvata od kojih je ubijeno 92, u Mostaru zatočili 672 Hrvata od kojih je ubijeno 72. |
| 3. studenog 1994. | U prvoj združenoj operaciji HVO-a i Armije BiH, Cincar oslobođen je Kupres i veći dio Kupreškog polja. |
| 9. studenog 1994. | Ustrojena je 4. gardijska brigada "Sinovi Posavine" Hrvatskog vijeća obrane. |
| 29. studenog – 24. prosinca 1994. | U združenoj operaciji Hrvatskog vijeća obrane i Hrvatske vojske Zima '94., Srbi su poraženi na Dinari i veći dio Livanjskog polja našao se pod hrvatskim nadzorom, a posredno je spašena Bihaćka enklava. |
| 14. siječnja 1995. | Vojnici HVO-a Regije Bihać i 5. Korpusa Armije BiH su združenom akcijom oslobodili bihaćko prigradsko naselje Vedro Polje i naselja plješevičke visoravni. |
| 7. travnja 1995. | U združenoj operaciji Hrvatskog vijeća obrane i Hrvatske vojske Skok-1, Srbi su ponovno poraženi na Dinari čime je osigurana sigurnost i stabilnost Dinare i većeg dijela Livanjskog polja. |
| 4. – 11. lipnja 1995. | U združenoj operaciji Hrvatskog vijeća obrane i Hrvatske vojske Skok-2, pod kontrolu je stavljeno čitavo Livanjsko polje, a pod nadzor hrvatskog topništva stavljena je važna komunikacija Glamoč-Bosansko Grahovo u Bosni i Hercegovini te Cetinska dolina i Vrličko polje u Hrvatskoj. |
| 25. – 30. srpnja 1995. 28. srpnja 29. srpnja | U združenoj operaciji Hrvatskog vijeća obrane i Hrvatske vojske Ljeto '95.: zauzeta je planina Šator, komunikacija Knin-Bosansko Grahovo-Drvar te oslobođeno Bosansko Grahovo sa Šatora napredujući na istok i jugoistok oslobođeni su Glamoč i Glamočko polje. |
| 5. kolovoza 1995. | Dan pobjede i domovinske zahvalnosti i Dan hrvatskih branitelja slavi se svake godine kao spomen na pobjedu u Domovinskom ratu i prisjećanje na srpsko granatiranje Širokoga Brijega i Mostara, istog tog dana. Hrvatski branitelji diljem Bosne i Hercegovine na različite načine obilježavaju svoj dan. |
| 8. – 17. rujna 1995. 12. rujna 13. rujna 15. rujna | U združenoj operaciji Hrvatske vojske, Hrvatskog vijeća obrane i Armije Bosne i Hercegovine Maestral: 4. gardijska brigada HV-a zauzima Šipovo, a 7. gardijska prijevoj Mliništa između Glamoča i Mrkonjića 7. gardijska HV-a i tri gardijske brigade HVO-a oslobađaju Jajce, a 7. korpus Armije BiH Donji Vakuf 5. korpus Armije BiH zauzima Bosanski Petrovac, sutradan Ključ i dospijeva nadomak S. Mostu. |
| 8. – 15. listopada 1995. 9. listopada 10. listopada 11. listopada                                                                                                 | U združenoj operaciji Hrvatske vojske, Hrvatskog vijeća obrane i Armije Bosne i Hercegovine Južni potez: hrvatske snage su zauzele Mrkonjić Grad, jedino veće mjesto u tom području te izbile na Manjaču hrvatske snage zauzimaju Hidroelektranu Bočac, koja se nalazi 23 km južno od Banje Luke 5. korpus Armije BiH nakon žestokih borbi zauzima Sanski Most te se znatno približava Prijedoru. |

### Ostalo
U narodu je ostala uspomena na posljednju bosansku kraljicu hrvatske krvi i imena Katarinu Kosaču-Kotromanić. Katarina je među Hrvatima ostala zapamćena kroz brojne običaje, pjesme, kazivanja i legende. Žene u kraju Kraljeve Sutjeske i danas se pokrivaju crnim rupcima kao znak žalosti za njenom tužnom sudbinom. Legenda kaže da je upravo Katarina seoske žene u Kraljevoj Sutjesci naučila vesti takve rupce. Njen spomendan je na nadnevak njene smrti koja se dogodila 25. listopada 1478. godine. U subotu najbližu nadnevku smrti kraljice Katarine, na Bobovcu, utvrdi bosanskih kraljeva, održava se Misa za Domovinu. Misu redovno predvodi Vinko kardinal Puljić, vrhbosanski nadbiskup, a svetkovini prisustvuju brojni vjernici Vrhbosanske nadbiskupije te šarenilo vojnih i policijskih odora odnosno vjernici-katolici, pripadnici Oružanih snaga, policije, državnih agencija, Vrhovnog suda, Sudske i Granične policije BiH.
U ramskom kraju, svake godine, Hrvati se prisjećaju žrtava četničkog terora iz listopada 1942. U tri dana četnici su pobili ili zaklali više od tisuću ljudi. Mjerilo za ubojstvo bila je kratka talijanska puška, tko je bio viši od nje, ubijen je. Kuprešaci i Travničani svake godine se prisjećaju 22. listopada 1944. godine, kada je u Rankovićima kod Novog Travnika strijeljano preko 200 zarobljenih hrvatskih civila i vojnika. Prema jednoj knjizi 154 Hrvata Kupresa je ubijeno u travničkom kraju.
U Hercegovini, Hrvati se prisjećaju pokolja fratara, koji su proglašeni za mučenike. Partizani i njihovi pomagači ubili su hercegovačkog provincijala Lea Petrovića i još 65 franjevaca. Pokolj hercegovačkih fratara se dogodio u Mostarskom Gracu, Gornjem Gracu, Donjem Gracu, Gostuši, Širokom Brijegu, Mostaru, Ljubuškom, Vrgorcu, Čapljini, Međugorju, Čitluku, Izbičnom, Kočerinu, Velikoj Gorici, Zagrebu, Macelju, Krapini i Bleiburgu. Najviše franjevaca je ubijeno 7. i 8. veljače 1945. godine na Širokom Brijegu te 14. veljače 1945. godine u Mostaru, a ostali su ubijeni tijekom 1945. godine.
Brojni preživjeli Hrvati kao i njihova rodbina i prijatelji svake godine odlaze u Bleiburg kako bi odali počast preko 100.000 (po nekim procjenama čak i oko 250.000) hrvatskih žrtava čija je kalvarija započela na Bleiburškom polju 15. svibnja 1945. godine. U odžačko-modričkom kraju svake godine u mjesecu svibnju se održavaju Dani sjećanja na hrvatske žrtve u Drugom svjetskom i Domovinskom ratu. Bitka za Odžak je zapamćena kao posljednja bitka u Drugom svjetskom ratu na tlu Europe, a trajala je od 19. travnja do 25. svibnja 1945. godine. Nakon konačnog sloma hrvatskih snaga, partizani su ubili 3.375 osoba što je bila jedna trećina hrvatskog pučanstva odžačkog kraja.
U novije vrijeme, Hrvati se prisjećaju tužnih nadnevaka tijekom 1997., 1998., 1999. i 2002. godine. Bošnjaci su tako u travničkoj općini, 24. veljače ubili jednog, 30. kolovoza dva i 26. listopada 1997. ubili jednog, a ranili dva hrvatska povratnika. Dana 9. veljače 1998. godine od minsko-eksplozivne naprave podmetnute pod njegov automobil teško je ranjen jedan, a 31. srpnja 1998. godine od iste naprave je ubijen hrvatski policajac u Travniku.
Teroristički napadi na Hrvate dosegnuli su svoj vrhunac 16. ožujka 1999., kada je u Sarajevu, od eksplozije nepoznate naprave teško stradao jedan visoki hrvatski dužnosnik. Riječ je o Jozi Leutaru, doministru unutarnjih poslova Federacije Bosne i Hercegovine, koji je preminuo 28. ožujka 1999., od ozljeda zadobivenih u atentatu. Na Badnju večer 2004. pripadnik vehabijskog pokreta je ubio tri, a ranio jednog člana hrvatske povratničke obitelji Anđelić u selu Kostajnica pokraj Konjica.

## Srodni članci
- Hrvati Bosne i Hercegovine
- Etnologija Hrvata Bosne i Hercegovine
- Blagdani i spomendani u Hrvatskoj

## Unutarnje poveznice
| - Bosna i Hercegovina - Federacija Bosne i Hercegovine - Hrvatska Republika Herceg-Bosna - Katoličanstvo u Hrvata Bosne i Hercegovine | - Bosanskohercegovački Hrvati u srednjovjekovnoj Bosni i Osmanskom Carstvu - Bosanskohercegovački Hrvati u 2. svjetskom ratu i Socijalističkoj Jugoslaviji - Bosanskohercegovački Hrvati u Ratu u Bosni i Hercegovini - Bosanskohercegovački Hrvati nakon Daytonskog sporazuma |